# Kaçmaz Akgün
Kaçmaz Akgün (ur. 19 lutego 1935 w Ankarze, zm. 12 listopada 2023) – piłkarz turecki grający na pozycji obrońcy. W swojej karierze rozegrał 1 mecz w reprezentacji Turcji.

## Kariera klubowa
Karierę piłkarską Akgün rozpoczął w klubie Fenerbahçe SK ze Stambułu. Grał w nim w rozgrywkach Istanbul Lig, a od 1959 roku w lidze tureckiej. Wraz z Fenerbahçe trzykrotnie wygrywał Ligę Stambułu w latach 1953, 1957 i 1959. Zdobył też Başbakanlık Kupası w 1950 roku. W 1959 i 1961 roku został z Fenerbahçe mistrzem Turcji.
W 1961 roku Akgün odszedł do Karagümrüksporu. Rok później zakończył karierę piłkarską.

## Kariera reprezentacyjna
W reprezentacji Turcji Akgün zadebiutował 5 czerwca 1963 roku w zremisowanym 2:2 towarzyskim meczu z Jugosławią i był to jego jedyny mecz w kadrze narodowej. W 1954 roku został powołany do kadry na mistrzostwa świata w Szwajcarii. Tam był rezerwowym i nie rozegrał żadnego spotkania.
| Mecze i gole w reprezentacji | Mecze i gole w reprezentacji | Mecze i gole w reprezentacji | Mecze i gole w reprezentacji | Mecze i gole w reprezentacji | Mecze i gole w reprezentacji | Mecze i gole w reprezentacji |
| #                            | Data                         | Stadion                      | Rywal                        | Wynik                        | Gol                          | Rozgrywki                    |
| 1953                         | 1953                         | 1953                         | 1953                         | 1953                         | 1953                         | 1953                         |
| ---------------------------- | ---------------------------- | ---------------------------- | ---------------------------- | ---------------------------- | ---------------------------- | ---------------------------- |
| 1.                           | 05.06.1953                   | Stambuł, Turcja              | Jugosławia                   | 2:2                          | 0                            | towarzyski                   |